# چیخاوه
چیخاوه (به لهستانی:  Cichawy) یک روستا در لهستان است که در گمینا سونگسک واقع شده‌است. چیخاوه ۱۰۷ نفر جمعیت دارد.